# Mongolská koza
Mongolská koza je nenáročné plemeno koz, které se chová k produkci kašmírské vlny a kvalitního masa. Je rozšířené zvláště v Mongolsku a vnitřním Mongolsku v Číně.
Jedná se o plemeno středního tělesného rámce, hlava je malá a jemná, profil bývá rovný nebo mírně prohnutý. Krátké uši jsou neseny vztyčené, nebo jsou horizontální. Obě pohlaví mají bradový vous a silné, většinou stočené rohy.
Roční produkce kašmíru činí asi 300 gramů.